# Сухопутные войска Египта
Сухопутные войска Египта (араб. القوات البرية المصرية‎) — наиболее многочисленный вид вооружённых сил Египта.
Численность личного состава — около 310 тыс. чел. на 2016 год
Численность резерва — около 375 тыс. чел.
Сухопутные войска своего штаба не имеют. Его функции выполняют Генеральный штаб Вооруженных сил Египта и управления министерства обороны Египта.

## Боевой состав
- управления военных округов — 4
- управления полевых армий — 2
- механизированные дивизии — 8
- бронетанковые дивизии — 4
- отдельные пехотные бригады — 4
- отдельные механизированные бригады — 4
- отдельные бронетанковые бригады — 1
- отдельные парашютно-десантные бригады — 2
- отдельные бригады территориальной обороны — 10
- отдельные ракетные бригады оперативно-тактических ракет Р-17Э — 1
- отдельные ракетные бригады тактических ракет «Луна-М» — 1
- отдельные артиллерийские бригады — 8
- отдельные реактивно-артиллерийские бригады — 4
- отдельные бригады ПТУР — 1
- отдельные истребительно-противотанковые бригады — 1
- отдельные зенитные ракетные бригады — 4
- отдельные зенитные артиллерийские бригады — 1
- отдельные полки рейнджеров — 3
- отдельные истребительно-противотанковые полки — 1
- отдельные реактивно-артиллерийские полки — 1
- отдельные зенитные артиллерийские полки — 2
- отдельные полки пограничных войск — 13

## Дислокация органов военного управления
- управление Северного военного округа — Александрия
- управление Западного военного округа — Сиди-Баррани
- управление Южного военного округа — Асуан
- управление Центрального военного округа — Каир
- управление 2-й полевой армии — Исмаилия
- управление 3-й полевой армии — Суэц
- Северный военный округ
  - Центральное командование, штаб в Каире.
  - 1-я армия (стратегический резерв)
    - 23-я бронетанковая дивизия
    - Бронетанковая дивизия (кадрированная)
    - 3-я механизированная дивизия
    - 6-я механизированная дивизия
    - бронетанковая бригада Республиканской Гвардии
    - Две отдельные механизированные бригады
    - Воздушно-десантная бригада
    - Две бригады тактических ракет
    - Шесть отдельных групп спецназа
- Восточный военный округ
  - 2-я армия, штаб в Исмаилии, дислоцирована от Средиземного моря до Исмаилии
    - 21-я бронетанковая дивизия
    - 2-я механизированная дивизия
    - 16-я механизированная дивизия
    - Отдельная бронетанковая бригада
    - Воздушно-штурмовая бригада

  - 3-я армия, от Исмаилии до Красного моря
    - 4-я бронетанковая дивизия
    - 7-я механизированная дивизия
    - 9-я механизированная дивизия
    - 25-я отдельная бронетанковая бригада
- Западный военный округ, штаб Менса Марту
  - 18-я механизированная дивизия
  - Отдельная бронетанковая бригада
  - Отдельная механизированная бригада
- Южный военный округ, штаб Ассуан
  - Мотострелковая дивизия
  - Отдельная механизированная бригада
  - Две отдельных пехотных бригады
  - Отдельная бронетанковая бригада

## Рода войск, специальные войска и службы

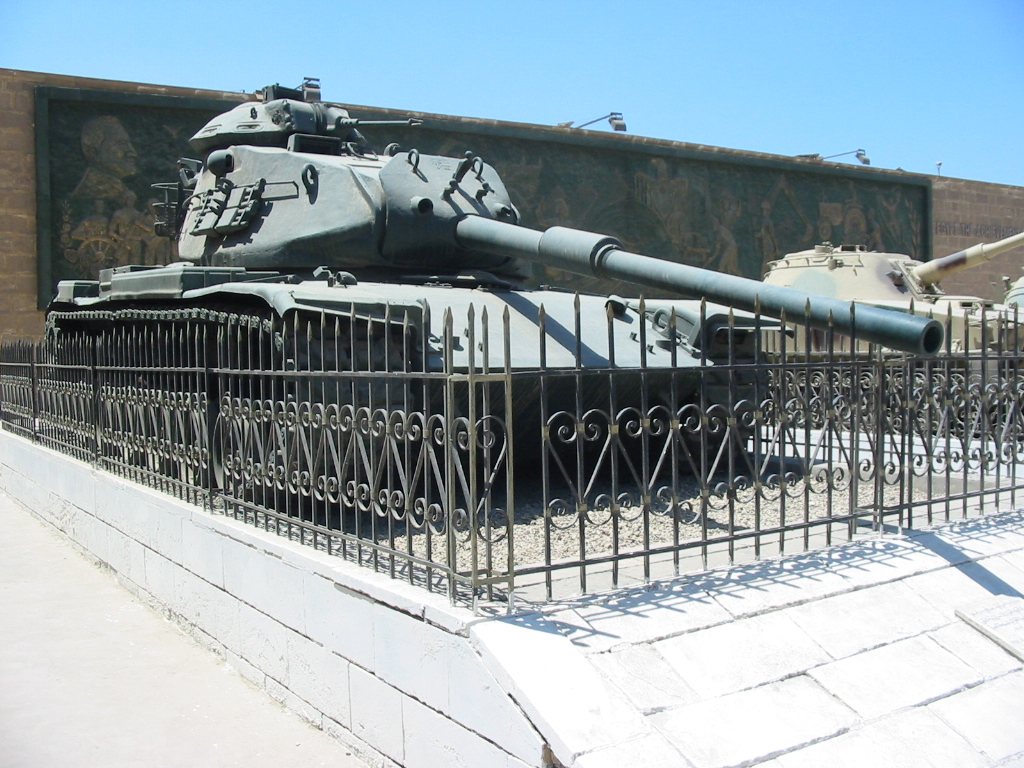
Израильский M60A1 в музее Октябрьской войны

### Рода войск
- мотопехотные войска
- бронетанковые войска
- ракетные войска и артиллерия
- воздушно-десантные войска

### Специальные войска
- войска связи
- инженерные войска
- войска радиационной, химической и биологической защиты
- войска радиоэлектронной борьбы
- войска специального назначения
- войска территориальной обороны
- пограничные войска

### Службы
- транспортная служба
- артиллерийско-техническая служба
- служба снабжения и ремонта
- интендантская служба
- медико-санитарная служба
- финансовая служба

## Вооружение и военная техника

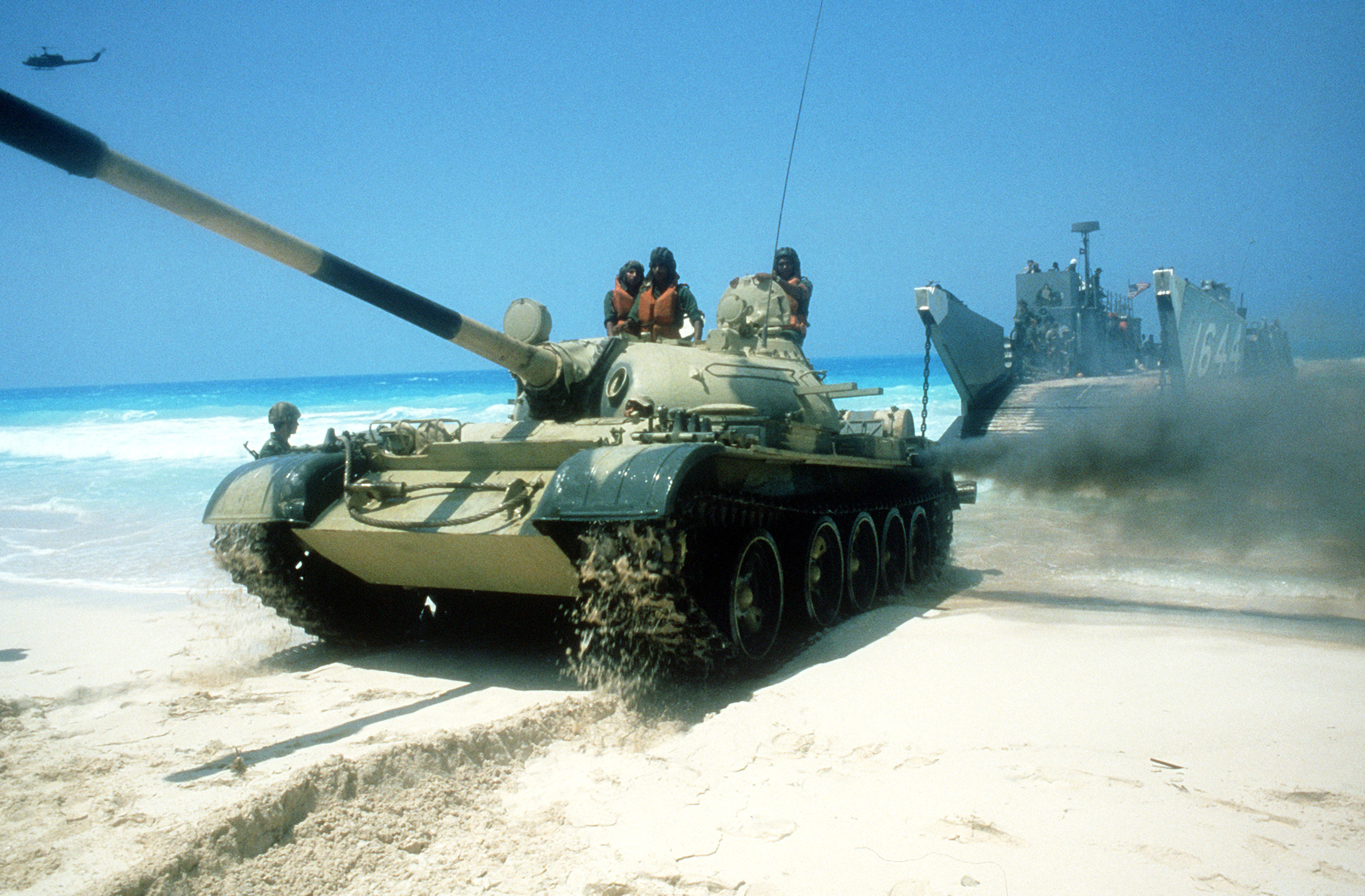
Т-55
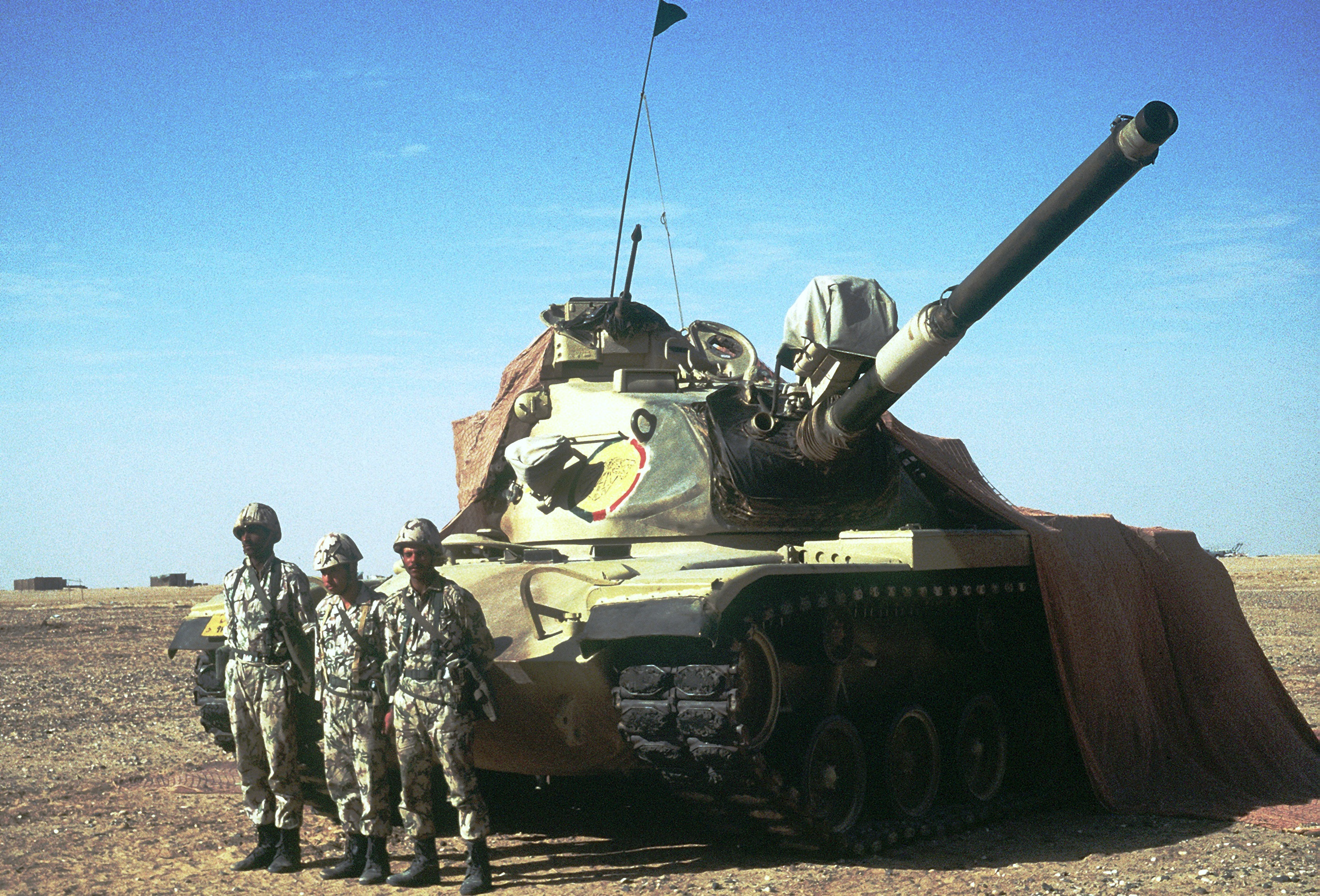
M60
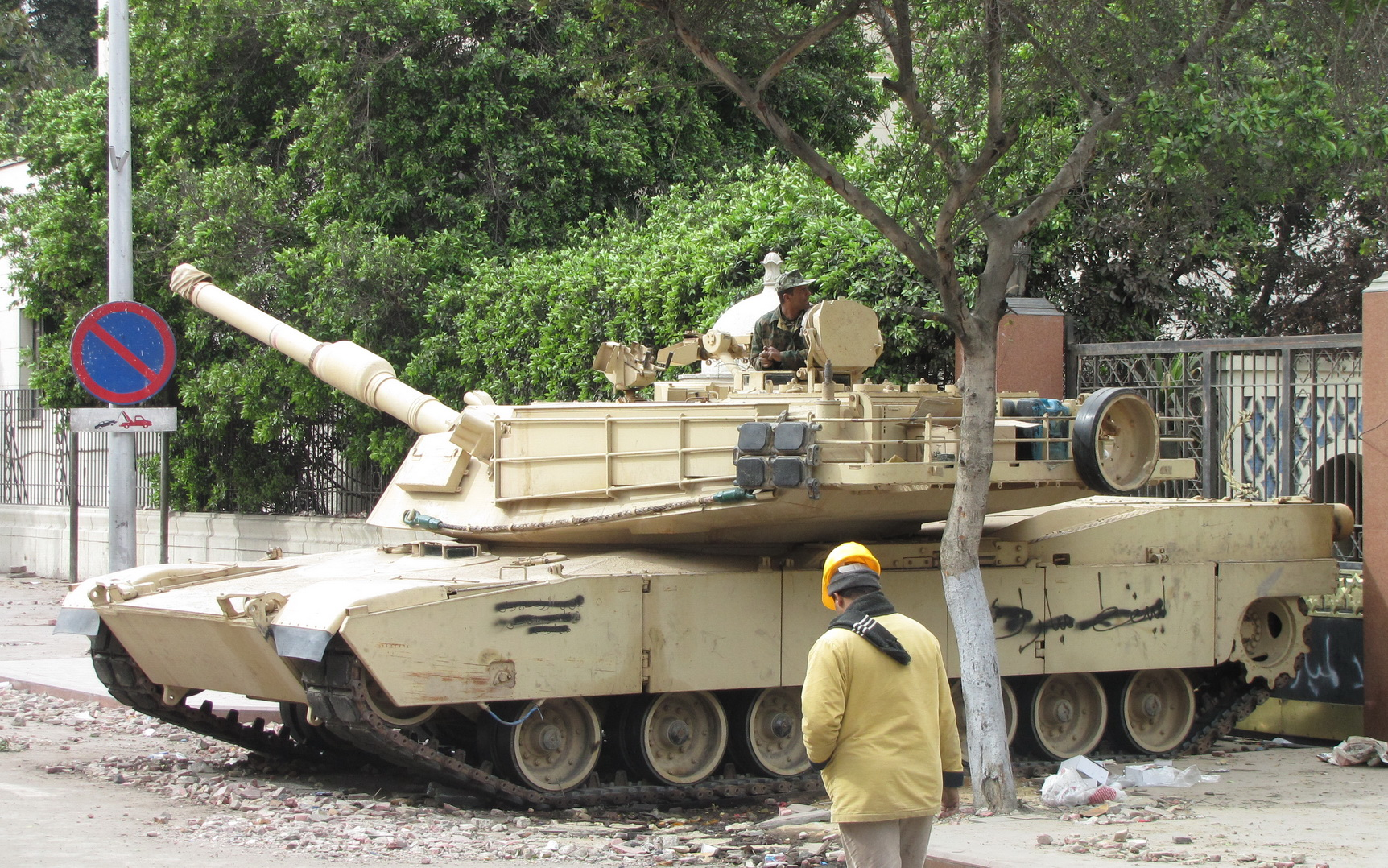
M1A1 Abrams
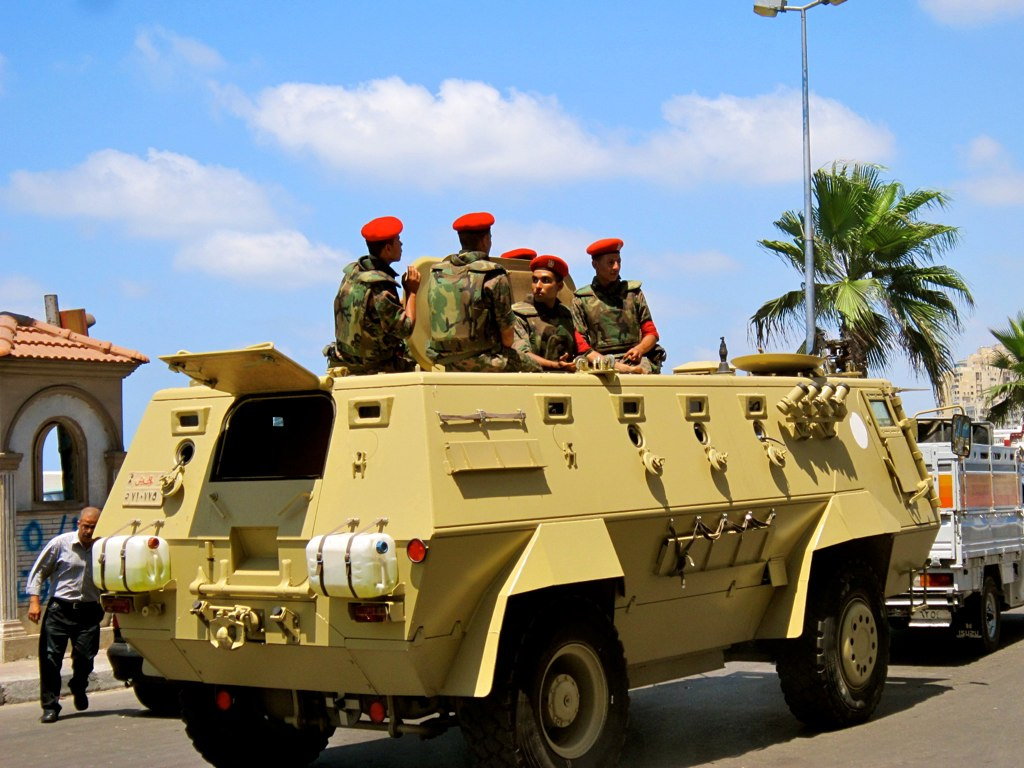
Fahd
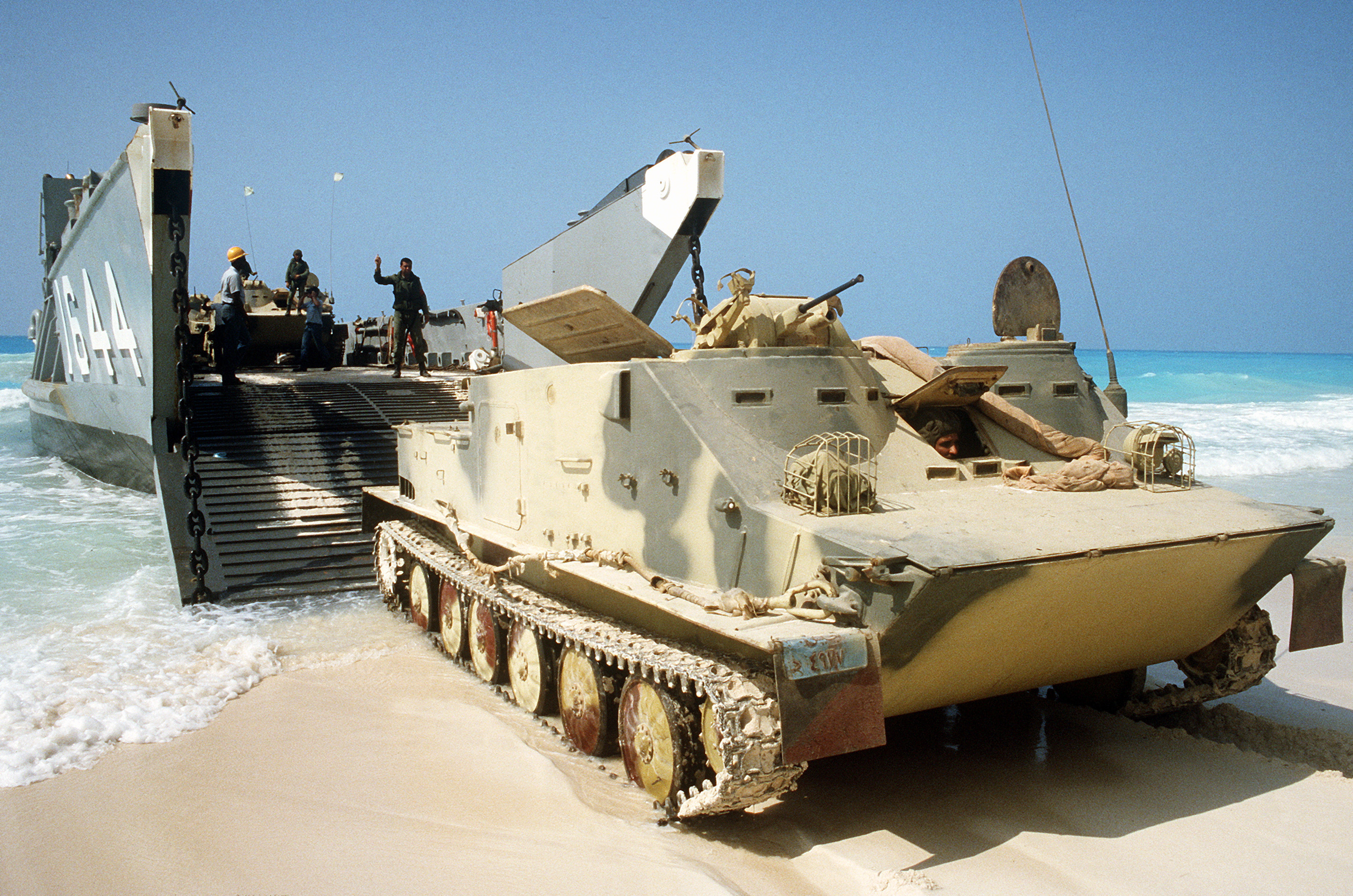
OT-62B
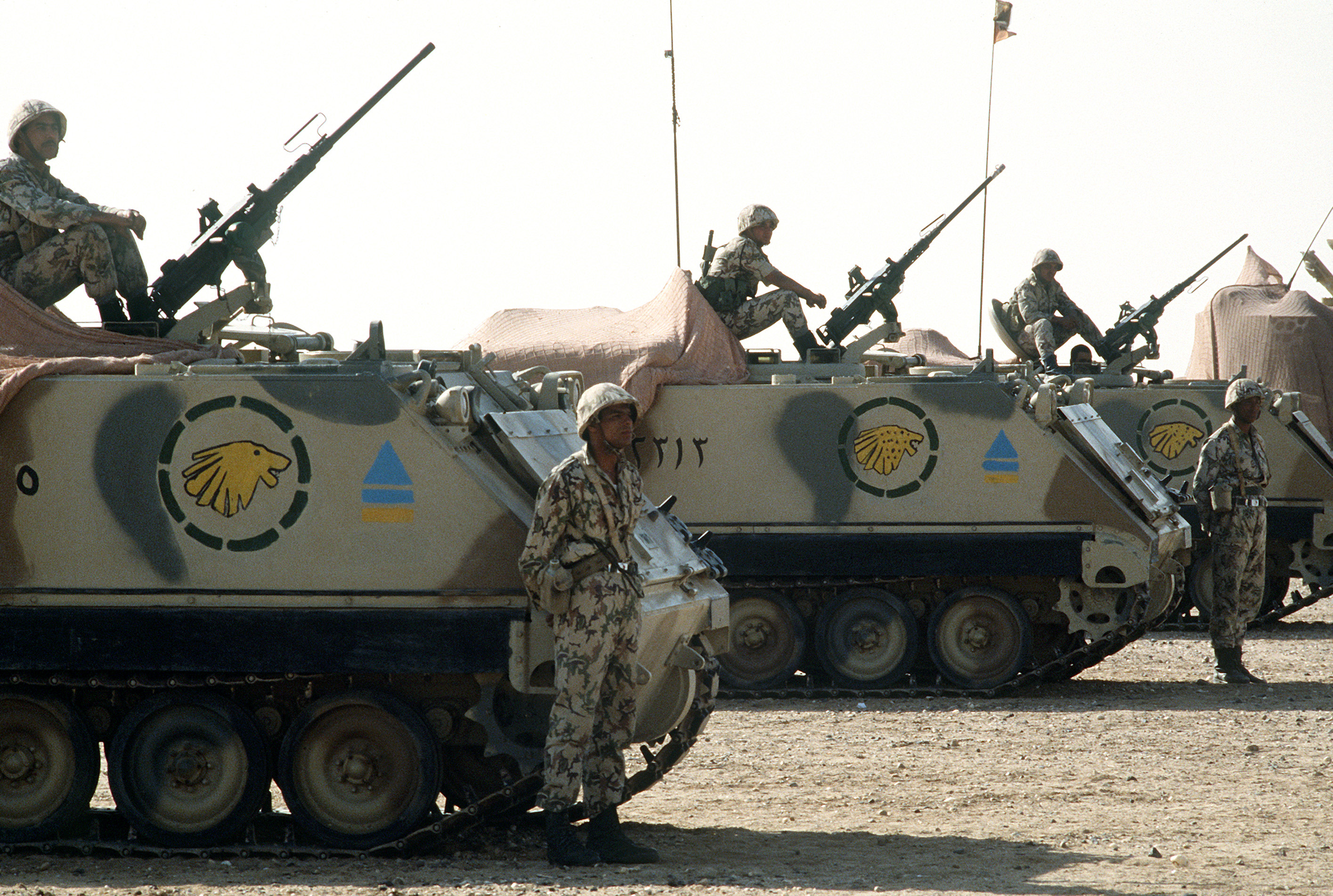
M113
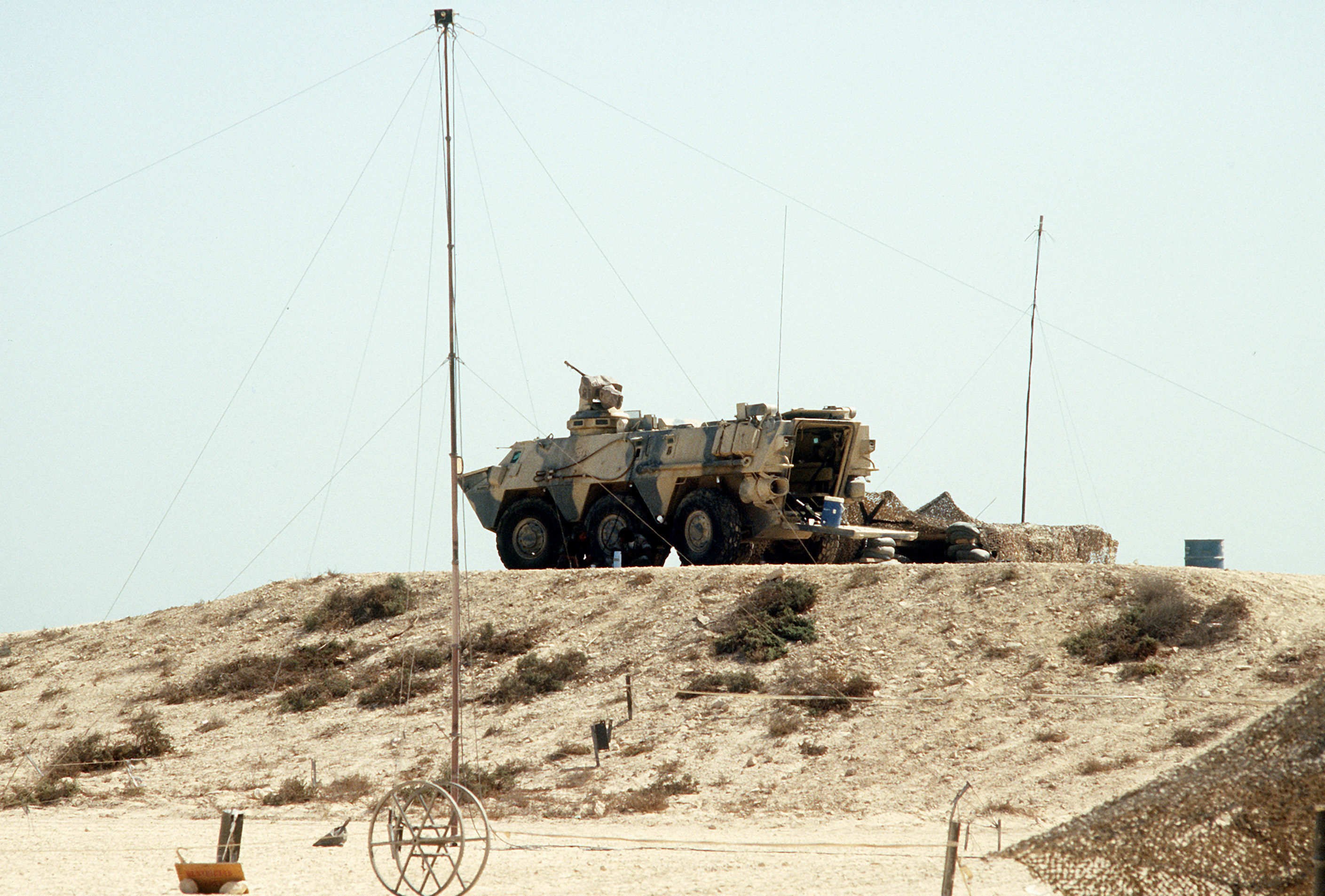
BMR-600
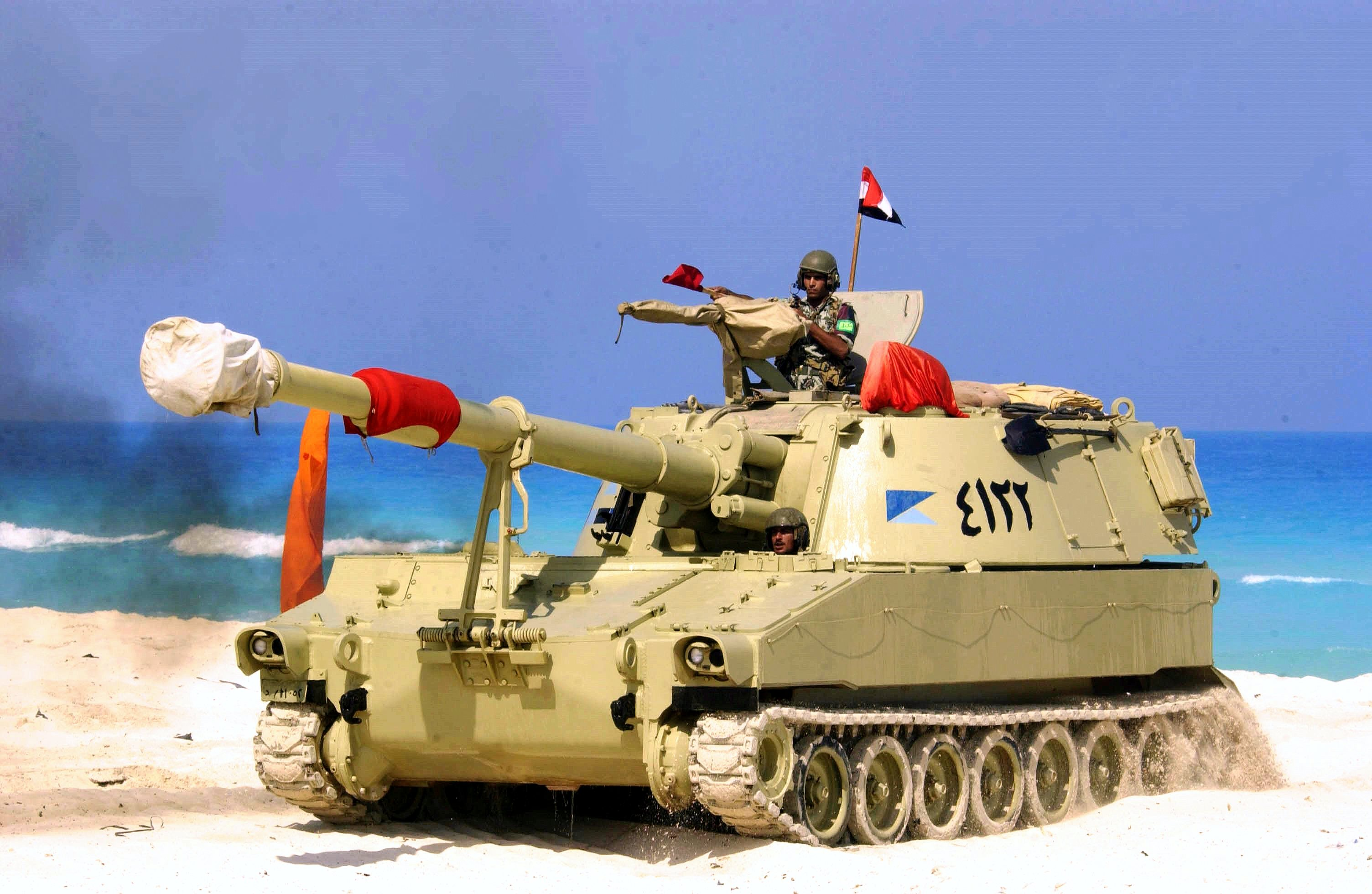
M109
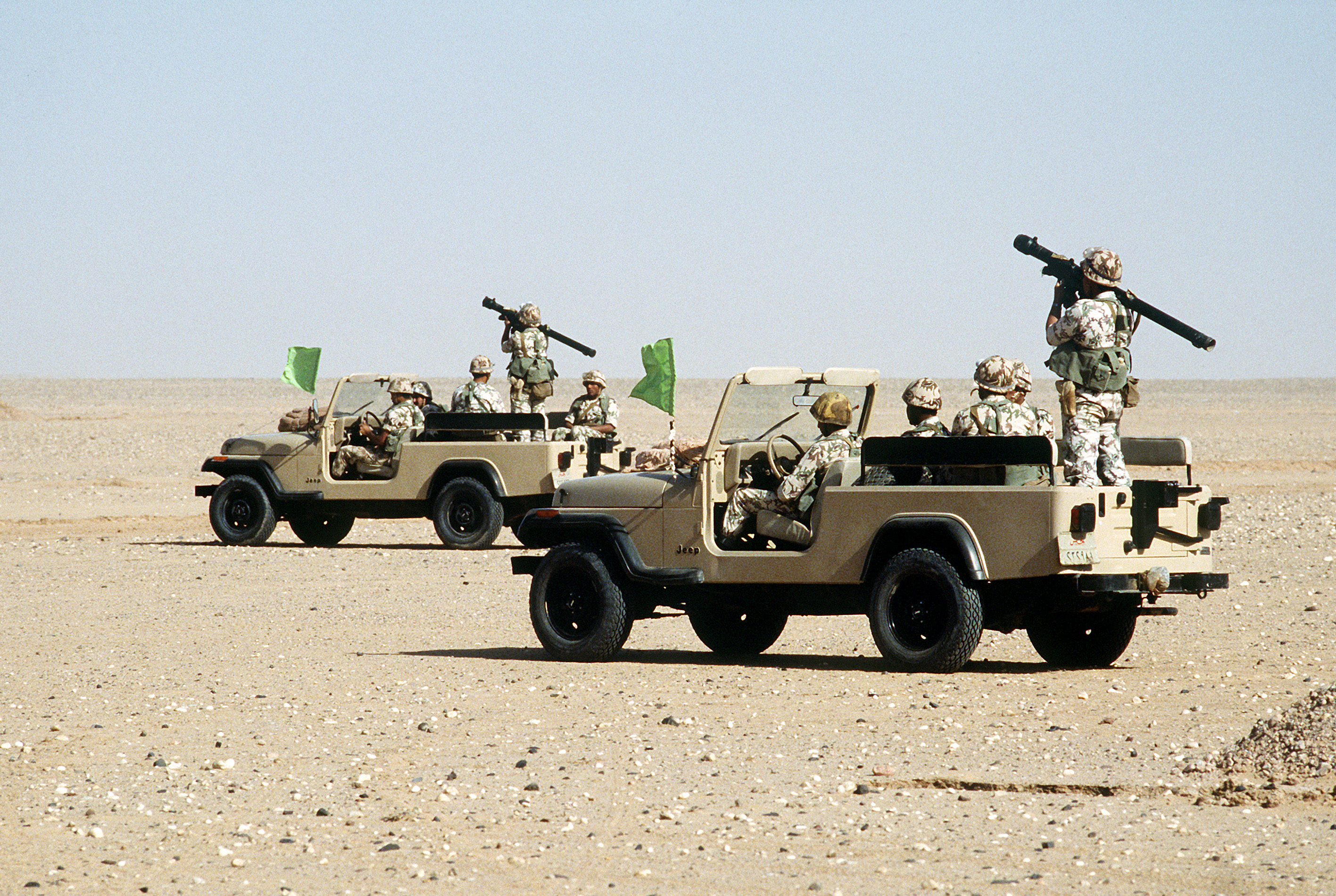
Джипы с расчетами ПЗРК Стрела-2
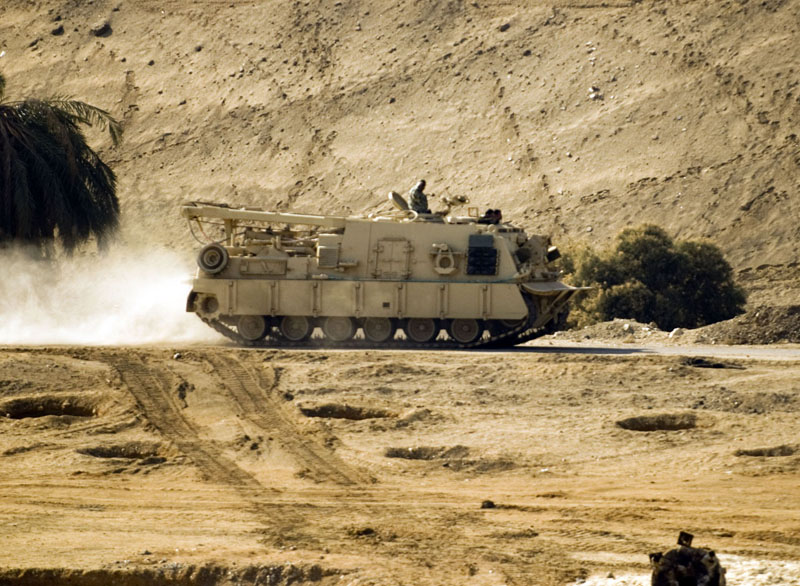
БРЭМ M88

| Название                                   | Производство        | Тип                                      | Количество | Примечания                                                                  |  |
| Танки                                      | Танки               | Танки                                    | Танки      | Танки                                                                       |  |
| ------------------------------------------ | ------------------- | ---------------------------------------- | ---------- | --------------------------------------------------------------------------- |  |
| Т-54Т-55                                   | СССР                | средний танк                             | 840        | все 840 на хранении                                                         |  |
| Рамзес II                                  | СССР/ США           | основной боевой танк                     | 260        | все 260 на хранении. Американская модернизация Т-54 и Т-55                  |  |
| Т-62                                       | СССР                | средний танк                             | 500        | 200 в строю, 300 на хранении                                                |  |
| Т-80У                                      | Россия              | основной боевой танк                     | 34         | с 1997                                                                      |  |
| M60A1                                      | США                 | основной боевой танк                     | 300        |                                                                             |  |
| M60A3                                      | США                 | основной боевой танк                     | 850        |                                                                             |  |
| M1A1 «Абрамс»                              | США · Египет        | основной боевой танк                     | 1130       | Собраны в Египте из машинокомплектов                                        |  |
| Боевые машины пехоты                       |                     |                                          |            |                                                                             |  |
| БМП-1                                      | СССР                | боевая машина пехоты                     | 300        |                                                                             |  |
| YPR-765                                    | Нидерланды          | боевая машина пехоты                     | 390        |                                                                             |  |
| Бронетранспортёры                          |                     |                                          |            |                                                                             |  |
| Al-Walid                                   | Египет              | бронетранспортёр                         | 650        |                                                                             |  |
| Fahd-240                                   | Египет              | бронетранспортёр                         | 410        |                                                                             |  |
| БТР-50 OT-62                               | СССР · Чехословакия | бронетранспортёр                         | 500 200    |                                                                             |  |
| M113A2                                     | США                 | бронетранспортёр                         | 2000       |                                                                             |  |
| БТР-60С                                    | СССР                | бронетранспортёр                         | 250        |                                                                             |  |
| BMR-600P                                   | Испания             | бронетранспортёр                         | 250        |                                                                             |  |
| Бронеразведывательные машины               |                     |                                          |            |                                                                             |  |
| БРДМ-2                                     | СССР                | Боевая разведывательная машина           | 300        |                                                                             |  |
| Commando Scout                             | США                 | Боевая разведывательная машина           | 112        |                                                                             |  |
| MRAP (миностойкие бронемашины)             |                     |                                          |            |                                                                             |  |
| Кайман (MRAP)                              | США                 | MRAP                                     | 535        |                                                                             |  |
| REVA III REVA V LWB                        | ЮАР                 | MRAP                                     |            | [ 2 ]                                                                       |  |
| RG-33L                                     | США                 | MRAP                                     | 360        |                                                                             |  |
| RG-33 HAGA                                 | США                 | MRAP                                     | 89         |                                                                             |  |
| Оперативно-Тактические ракетные комплексы  |                     |                                          |            |                                                                             |  |
| Р-17 Скад-Б                                | СССР                | оперативно-тактический ракетный комплекс | 9          |                                                                             |  |
| ОТРК «Луна»                                | СССР                | оперативно-тактический ракетный комплекс | 9          |                                                                             |  |
| Sakr-80                                    | Египет              | оперативно-тактический ракетный комплекс | 24         |                                                                             |  |
| Реактивные системы залпового огня          |                     |                                          |            |                                                                             |  |
| BM-11                                      | КНДР                | 122-мм РСЗО                              | 96         |                                                                             |  |
| БМ-14                                      | СССР                | 140-мм РСЗО                              | 32         |                                                                             |  |
| БМ-21 «Град»                               | СССР                | 122-мм РСЗО                              | 60         |                                                                             |  |
| Sakr-10                                    | Египет              | 122-мм РСЗО                              | 50         | Египетская версия BM-11                                                     |  |
| Sakr-18                                    | Египет              | 122-мм РСЗО                              | 50         | Египетская версия BM-11                                                     |  |
| Sakr-36                                    | Египет              | 122-мм РСЗО                              | 100        | Египетская версия БМ-21 Град                                                |  |
| K136 Kooryong                              | Республика Корея    | 130-мм РСЗО                              | 36         |                                                                             |  |
| M270 Multiple Launch Rocket System         | США                 | 240-мм РСЗО                              | 26         |                                                                             |  |
| БМ-24                                      | СССР                | 240-мм РСЗО                              | 48         | все 48 на хранении                                                          |  |
| Полевая артиллерия                         |                     |                                          |            |                                                                             |  |
| M109A2                                     | США                 | 155-мм самоходная гаубица                | 164        |                                                                             |  |
| M109A5                                     | США                 | 155-мм самоходная гаубица                | 204        |                                                                             |  |
| 155-мм пушка образца 1998 года             | Финляндия           | 155-мм буксируемая гаубица               | 16         |                                                                             |  |
| М-46 Тип 59-1                              | СССР · Китай        | 130-мм буксируемая пушка                 | 420        |                                                                             |  |
| SP122                                      | США                 | 122-мм самоходная гаубица                | 124        |                                                                             |  |
| А-19                                       | СССР                | 122-мм буксируемая пушка                 | 36         | По состоянию на 2018 год                                                    |  |
| Д-30                                       | СССР                | 122-мм буксируемая гаубица               | 190        |                                                                             |  |
| М-30                                       | СССР                | 122-мм буксируемая гаубица               | 300        |                                                                             |  |
| М-160                                      | СССР                | 160-мм дивизионный миномет               | 30         |                                                                             |  |
| 120-мм полковой миномёт образца 1943 года  | СССР                | 120-мм миномет                           | 1800       |                                                                             |  |
| 81-мм миномёт Брандт образца 1927/31 годов | Франция             | 81-мм батальонный миномёт                | 48         |                                                                             |  |
| M106A1                                     | США                 | 107-мм самоходный миномет                | 65         |                                                                             |  |
| M106A2                                     | США                 | 107-мм самоходный миномет                | 35         |                                                                             |  |
| M1064A3                                    | США                 | 120-мм самоходный миномет                | 36         |                                                                             |  |
| M125A2                                     | США                 | 81-мм самоходный миномет                 | 50         |                                                                             |  |
| Системы ПВО                                |                     |                                          |            |                                                                             |  |
| M1097 Avenger                              | США                 | самоходный ЗРК малой дальности           | 50         |                                                                             |  |
| MIM-72 Chaparral                           | США                 | самоходный ЗРК малой дальности           | 26         |                                                                             |  |
| Стрела-1                                   | СССР                | самоходный ЗРК малой дальности           | 20         |                                                                             |  |
| Синай-23                                   | Египет              | зенитная самоходная установка            | 45         | Египетская ЗСУ на базе M113, вооружённое ЗУ-23-2 и тремя зенитными ракетами |  |
| ЗСУ-23-4 «Шилка»                           | СССР                | зенитная самоходная установка            | 120        |                                                                             |  |
| ЗСУ-57-2                                   | СССР                | зенитная самоходная установка            | 40         |                                                                             |  |
| ЗПУ-4                                      | СССР                | зенитная пушка                           | 300        |                                                                             |  |
| ЗУ-23-2                                    | СССР                | зенитная пушка                           | 200        |                                                                             |  |
| С-60                                       | СССР                | зенитная пушка                           |            |                                                                             |  |
| Стрела-2                                   | СССР                | ПЗРК                                     | 1000       |                                                                             |  |
| FIM-92 Stinger                             | США                 | ПЗРК                                     | 1000       |                                                                             |  |

## Автомобильная техника
- 10X10 Oshkosh PLS